# Мквава
Вождь Мквавіньїка Муньїгумба Мвамуїнга (англ. Mkwavinyika Munyigumba Mwamuyinga; нар. 1855 — пом. 19 липня 18981), більш відомий широкому загалу як Вождь Мквава — вождь племені народу хехе у Німецькій Східній Африці (нині переважно континентальна частина Танзанії), який виступав проти німецької колонізації. Ім'я «Мквава» походить від «Муквава», яке саме по собі є скороченою формою від «Муквавіньїка», що означає «завойовник багатьох земель».

## Короткий життєпис

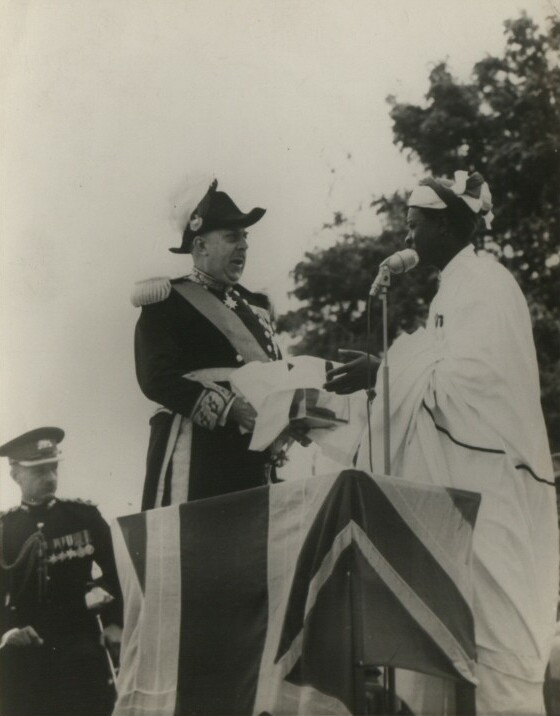
Сер Едвард повертає череп вождя його співвітчизникам

Мквава народився у місті Лугота, бувши сином вождя Муньїгумби, який помер 1879 року. Після цього почалася боротьба за владу між сином і зятем останнього. Мквава вимушен був втекти до Угого. Владу захопив його шварг Мвамубамбе. Лише 1883 року Мквава встановив свою владу над батьківською державою, перемігши Мвамубамбе на полі, яке отримало потім назву Лундаматве («Місце, де складено багато голів»), оскільки загинуло більше тисячі вояків.
У липні 1891 року німецький комісар Еміль фон Целевський командував батальйоном солдатів (320 аскарі з офіцерами та носильниками), які придушували опір хехе. 17 серпня їх атакувало 3000-тисячне військо Мквави біля Лугало, яке, попри те, що було озброєне лише списами і кількома рушницями, швидко взяло над німецьким підрозділом гору, вбивши Целевського.
28 жовтня 1894 року німці під командуванням нового комісара полковника барона Фрідріха фон Шеле напали на фортецю Мквави коло населеного пункту Каленга. Хоча вони взяли форт, Мкваві вдалося втекти. Згодом Мквава очолив партизанську війну, непокоячи німців до 1898 року, коли 19 липня він потрапив в оточення і застрелився, щоб уникнути полону.

## Доля його черепа

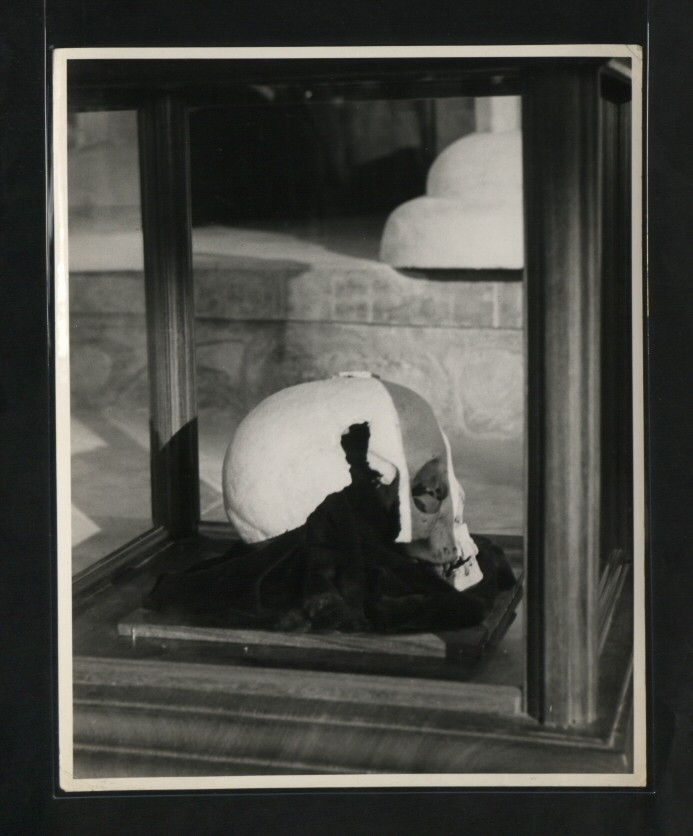
Череп Мквави

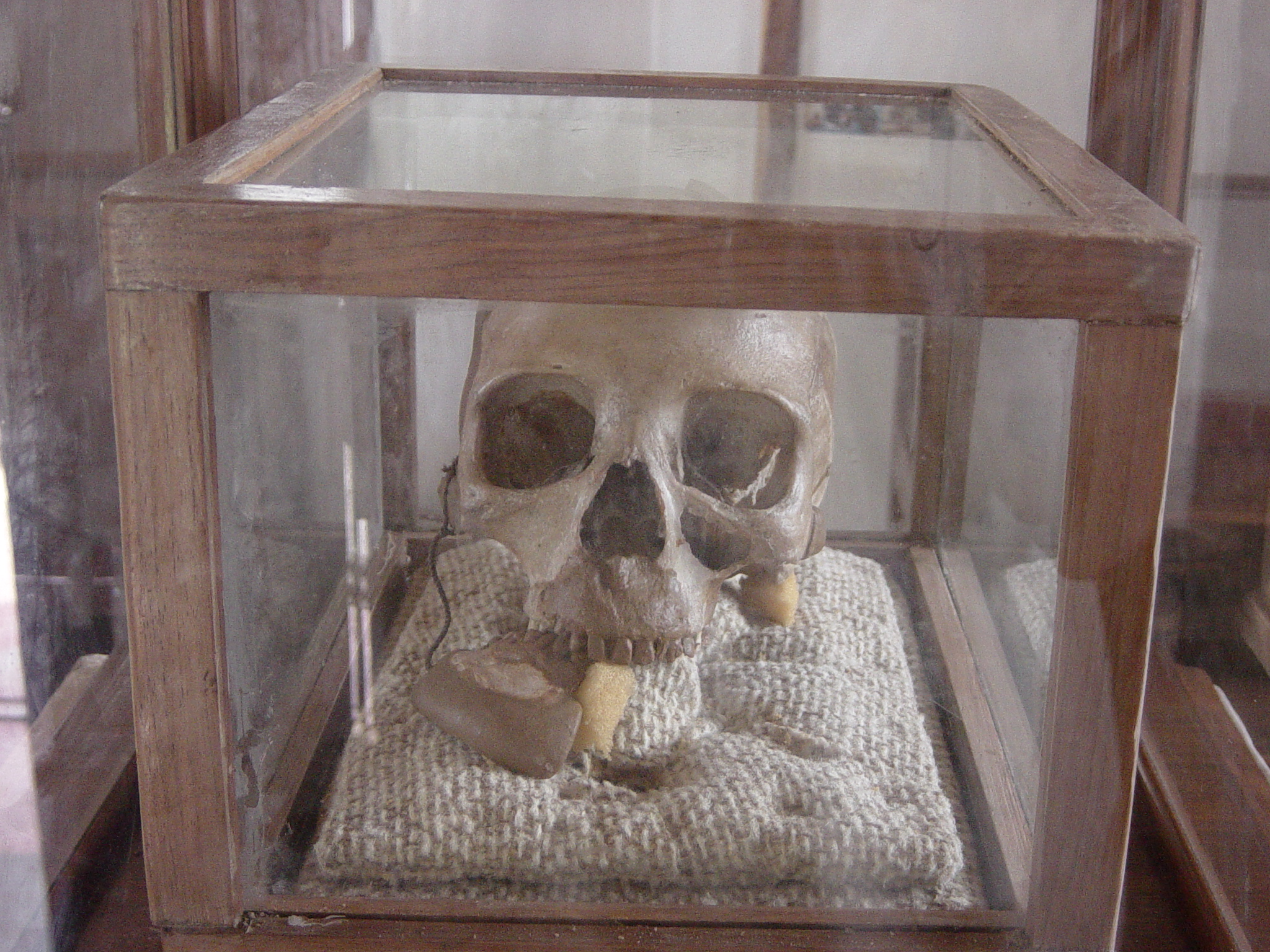
Череп на виставці у меморіальному музеї Мквави

Після смерті Мквави німецькі солдати обезголовили його. Череп було відправлено у Берлін і, кінець кінцем, він опинився у Бременському музеї заморських країн. 1918 р. тодішній британський адміністратор Німецької Східної Африки Х. А. Баят запропонував своєму уряду зажадати повернення черепа в Танганьїку, тим самим відзначивши народ хехе за їхню співпрацю з англійцями під час війни і на знак запевнення місцевих жителів в остаточному кінці німецької влади. Повернення черепа було обумовлено Версальським договором 1919 року:
СТАТТЯ 246. Протягом шістьох місяців від дня набрання чинності цього Договору ... Німеччина передасть уряду Його Британської Величності череп султана Мквави, який було вивезено з Протекторату німецької Східної Африки та доправлено в Німеччину.
Німці заперечували вивезення зазначеного черепа зі Східної Африки, і британський уряд зайняв позицію, що його місцезнаходження простежити не можливо.
Проте після Другої світової війни губернатор Танганьїки барон Едвард Твінінг порушив це питання знову. Після запитів його направили у Бременський музей, який він відвідав особисто у 1953 році. Музей мав колекцію з 2000 черепів, 84 з яких походили з колишньої Німецької Східної Африки. Він відібрав тільки ті, розміри яких більш-менш відповідали розмірам голів живих родичів Мквави; з цього набору він вибрав єдиний череп з кульовим отвором, вважаючи його черепом вождя Мквави.
Урешті, 9 липня 1954 року череп повернувся і зараз міститься у Меморіальному музеї Мквави в Калензі, неподалік від Іринги.

## Виноски
1. Згідно з донесенням німецького солдата, який знайшов труп Мквави, його смерть, безумовно, датується 19-м липня 1898 р. (Bericht des Feldwebels Merkl, BArch R1001, 289).